# Grängsjö, Hudiksvalls kommun
Grängsjö är en by i Enångers socken i Hudiksvalls kommun i Hälsingland. Den är belägen mellan Nianfors och Enånger, vid Grängsjön och dess utflöde Grängsjöbäcken. 
Byn har aldrig varit stor till folkmängden, men är ganska vidsträckt med rejäla avstånd mellan halvdussinet gårdar.